# Historia de Australia Meridional

Bandera de Australia Meridional.

La historia de Australia Meridional se extiende desde la primera actividad humana en la región, estimada desde finales del Pleistoceno hasta la actualidad.

## Asentamiento aborigen
Para el temprano asentamiento humano en Australia, ver Prehistoria de Australia.
La evidencia de actividad humana en Australia Meridional data de hace 20,000 años atrás (Pleistoceno Superior), tal como la talla de sílex y el arte rupestre en la Cueva de Koonalda, localizada en la Llanura de Nullarbor. Incluso accesorios y lanzas de madera fueron elaborados en un área ahora cubierta en pantano de turba al sudeste de la región. La Isla Canguro estuvo habitada mucho antes de que se separara por la subida de niveles marítimos.

## Exploración europea
El primer avistamiento europeo registrado de la costa de Australia Meridional fue en 1627 cuando la nave holandesa Gulden Zeepaert, conducida por François Thijssen, examinó su línea costera. Thijssen nombró a su descubrimiento "Pieter Nuyts Land" ("Tierra de Pieter Nuyts"), en honor al individuo de más alto rango a bordo. El capitán británico Matthew Flinders y el capitán francés Nicolas Baudin trazaron independientemente un mapa de la costa sur del continente australiano. Baudin se refirió a la gran isla como "Terre Napoléon". En 1802, Flinders nombró el Monte Lofty pero registró poco del área que ahora es Adelaida.

## Estableciendo una colonia
Un grupo en Gran Bretaña dirigido por Edward Gibbon Wakefield estaba pensando en comenzar una colonia basada en asentamiento libre en vez de labor forzado. Wakefield sugirió que a diferencia de conceder tierras libres a pobladores como había sucedido en otras colonias, el territorio debía ser vendido. El dinero de las ventas sería entonces usado solamente para transportar trabajadores a la colonia libre de cargo, quienes más bien eran aptos y responsables que pobres y penados. Los precios de un territorio necesitaban ser lo suficientemente altos de modo que los trabajadores quienes ahorraron para comprar la tierra permanecieran en la mano de obra lo suficiente para evitar una escasez de trabajo.
En 1830, Charles Sturt exploró el Río Murray y se impresionó con lo que brevemente vio al pasar sobre el Lago Alexandrina, escribiendo luego:

"Hurried ...as my view of it was, my eye never fell on a country of more promising aspect, or more favourable position, than that which occupies the space between the lake (Lake Alexandrina) and the ranges of the St. Vincent Gulf, and, continuing northerly from Mount Barker stretches away, without any visible boundary".
"Preocupado ...como era mi opinión de ella, mi ojo nunca cayó en un país de aspecto más prometedor, o posición más favorable, que el que ocupa el espacio entre el lago (Lago Alexandrina) y las cordilleras del Golfo St. Vincent, y, continuando más al norte donde el Monte Barker se expande hacia fuera, sin ningún límite visible."

El capitán Collet Barker, mandado por el gobernador de Nueva Gales del Sur Ralph Darling, condujo una inspección más minuciosa del área en 1831, como le recomendó Sturt. Después de navegar por la boca del Río Murray, Barker fue asesinado por nativos quienes pudieron tener contacto con cazadores y que escaparon prisioneros en la región. A pesar de esto, su investigación más detallada llevó a Sturt a concluir en su reporte de 1833:

"It would appear that a spot has at last been found upon the south coast of New Holland to which the colonists might venture with every prospect of success ...All who have ever landed upon the eastern shore of the St. Vincent's Gulf agree as to the richness of its soil and the abundance of its pastures."
"Aparecería que un punto se ha hallado sobre la costa sur de Nueva Holanda a la cual los colonos pudieron aventurar con cada perspectiva de éxito ...Todos los que han desembarcado siempre sobre la orilla del este del golfo St. Vincent convienen en cuanto a la riqueza de su suelo y la abundancia de sus pastos."

En 1834, la Compañía de Australia Meridional, con la ayuda de tales figuras como George Grote, William Molesworth y el duque de Wellington, convencieron al Parlamento Británico para pasar el Acta de Colonización de Australia Meridional. El acta declaró que 802.511 km² serían cedidos a la colonia y que estaría libre de condenas. El plan para la colonia de ser la representación ideal de las mejores cualidades de la sociedad británica es principalmente el que no haya discriminación religiosa o desempleo. La provincia y su capital fueron nombradas de acuerdo a su asentamiento. El acta después especificó que era autosuficiente; £20,000 de garantía tuvieron que ser creados y £35,000 de tierra tuvieron que ser vendidos en la nueva colonia antes de que cualquier asentamiento fuese permitido. Estas condiciones fueron desempeñadas por el cierre de 1835.
Los primeros pobladores y oficiales se pusieron a navegar a comienzos de 1836. Un total de nueve barcos consistiendo de 636 personas viajaron desde Londres hasta Australia Meridional. Muchos llevaron almacenamientos y pobladores a la Isla Canguro, en lo que hoy es el pueblo de Kingscote, para esperar decisiones oficiales en la ubicación y administración de la nueva colonia.
El coronel investigador William Light, a quien se le dio dos meses para localizar e inspeccionar la colonia de Adelaida, rechazó localidades para el nuevo asentamiento como la Isla Canguro, el Puerto Lincoln y la Bahía Encuentro. El requirió encontrar un sitio con un puerto, tierra cultivable, agua dulce, comunicaciones listas, materiales de construcción y un drenaje interno y externo. La mayoría de los colonos fueron desplazados de la Isla Canguro a la Bahía Holdfast con el gobernador Hindmarsh llegando en diciembre de 1836 a proclamar la provincia de Australia Meridional. El Puerto fue visto y considerado un puerto apropiado, sin embargo no había agua dulce disponible en las cercanías del sitio. El Río Torrens fue descubierto al sur y Light y su equipo empezaron a determinar la precisa ubicación y diseño de la ciudad. La inspección terminó el 11 de marzo de 1837. El mal pagado equipo de investigación de Light fue previsto para comenzar otra dura tarea de inspección en al menos 405 km² de tierra rural. Light, a pesar de su lenta agonía de tuberculosis, dirigió la inspección hasta 605.7 km² en junio de 1838.

## Asentamiento europeo cerca de Adelaida
Las primeras ovejas y otros ganados fueron introducidos en Australia Meridional desde Tasmania. Estos a su vez se diversificaron por toda Nueva Gales del Sur desde 1838, con la industria de lana formando en sus primeros años la base económica de Australia Meridional. Vastas parcelas de tierra fueron alquiladas por precaristas hasta que las requirieron para agricultura. Una vez que la tierra ha sido inspeccionada se la ponía en venta y los precaristas tendrían que comprarla o seguir adelante. La mayoría compró su parcela cuando salía en venta, desventejando a los granjeros quienes llevaban un duro tiempo buscando tierras buenas y desocupadas. Las granjas eran caras y tomaban más tiempo en establecerse que la producción de ovejas. A pesar de esto, hacia 1860, numerosas granjas de trigo se expandían desde la Bahía Encuentro en el sur hasta Clare en el norte.
Las regiones productoras de vino del Valle McLaren y el Valle Barossa fueron establecidas en los 1840s. El Puerto Pirie fue fundado en 1845.